# Ludwików (powiat de Grójec)
Pour les articles homonymes, voir Ludwików.
Ludwików (prononciation : [ludˈvikuf]) est un village polonais de la gmina de Chynów dans le powiat de Grójec de la voïvodie de Mazovie dans le centre-est de la Pologne.
Il se situe à environ 7 kilomètres à l'est de Chynów (siège de la gmina), 23 kilomètres à l'est de Grójec (siège du powiat) et à 35 kilomètres au sud de Varsovie (capitale de la Pologne).
Le village possède approximativement une population de 40 habitants en 2006.

## Histoire
De 1975 à 1998, le village appartenait administrativement à la voïvodie de Radom.